# ليزان دي ويت
ليزان دي ويت (مواليد 10 سبتمبر 1992) هي لاعبة ألعاب قوى هولندية، شاركت في أولمبياد 2016 و أولمبياد 2020.